# Cushmanina
Cushmanina, en ocasiones erróneamente denominado Cuschmanina, es un género de foraminífero bentónico de la Subfamilia Oolininae, de la Familia Ellipsolagenidae, de la Superfamilia Polymorphinoidea, del Suborden Lagenina y del Orden Lagenida. Su especie-tipo es Lagena vulgaris var. desmophora. Su rango cronoestratigráfico abarca desde el Mioceno superior hasta la Actualidad.

## Discusión
Clasificaciones previas incluían Cushmanina en la Superfamilia Nodosarioidea.

## Clasificación
Cushmanina incluye a las siguientes especies:
- Cushmanina bricei
- Cushmanina desmophora
- Cushmanina feildeniana
- Cushmanina gemma
- Cushmanina mallissensis
- Cushmanina neodesmorpha
- Cushmanina oliveroi
- Cushmanina plumigera
- Cushmanina primitiva
- Cushmanina quadralata
- Cushmanina spiralis
- Cushmanina striatopunctata
- Cushmanina tasmaniae
- Cushmanina torquata

Otra especie considerada en Cushmanina es:
- Cushmanina stelligera, aceptado como Oolina stelligera